# Søren Galatius
Søren Galatius (né le 1er août 1976) est un mathématicien danois, qui travaille en tant que professeur de mathématiques à l'université Stanford.

## Biographie
Galatius est né à Randers, au Danemark. Il étudie à l'université d'Aarhus, où il commence par s'intéresser à des études de physique avec une Licence en 1998, puis en mathématiques avec un diplôme en 2002, et poursuit avec son doctorat en 2004, sous la supervision d'Ib Madsen, avec une thèse intitulée Characteristic Classes of Surface Bundles. Il a rejoint la faculté de Stanford cette année-là, d'abord avec un poste temporaire comme Professeur Assistant Szegő, puis deux ans plus tard avec un poste permanent, et finalement devenu professeur titulaire en 2011.

## Travaux
Il travaille en topologie algébrique, où son « plus frappant résultat » concerne l'homologie des automorphismes des groupes libres.
Il donne une preuve simplifiée de la conjecture de Mumford avec Ib Madsen, Ulrike Tillmann et Michael Weiss.

## Prix et distinctions
En 2010, Galatius a remporté la médaille d'argent de l'académie royale danoise des sciences et des lettres.
En 2012, il est devenu l'un des premiers fellows de l'American Mathematical Society.
Il est conférencier invité à Séoul en 2014 au congrès international des mathématiciens, avec une conférence intitulée Moduli spaces of manifolds.
En 2017, il est lauréat du prix danois EliteForsk (da).
En 2022, il reçoit le Clay Research Award, conjointement avec Oscar Randal-Williams, « pour leurs profondes contributions à la compréhension des variétés de haute dimension et de leurs groupes de difféomorphisme ; ils ont transformé et revigoré le sujet ».

## Sélection de publications
- Mod p homology of the stable mapping class group. Topology 43 (2004), n° 5, 1105–1132.
- Søren Galatius, Ib Madsen, Ulrike Tillmann et Michael Weiss, « The homotopy type of the cobordism category », Acta Mathematica, vol. 202, no 2,‎ 2009, p. 195-239 (DOI 10.1007/s11511-009-0036-9)
- Stable homology of automorphism groups of free groups. Ann. of Math. (2) 173 (2011), n° 2, 705–768.
- avec Oscar Randal-Williams: Stable moduli spaces of high-dimensional manifolds. Acta Math. 212 (2014), n° 2, 257–377.
- avec Oscar Randal-Williams: Homological stability for moduli spaces of high dimensional manifolds, partie I, Journal de l'AMS 31 (2018), p. 215-264, Arxiv, partie II, Annals of Mathematics 186 (2017), p. 127–204, Arxiv